# Дольська сільська рада (Любешівський район)
Дольська сільська рада — адміністративно-територіальна одиниця та орган місцевого самоврядування в Любешівському районі Волинської області з адміністративним центром у селі Дольськ.

## Загальні відомості
Історична дата утворення: в 1943 році. Водоймища на території, підпорядкованій даній раді: озеро Скорень.

## Населені пункти
Сільській раді підпорядковані населені пункти:
- с. Дольськ
- с. Гречища
- с. Шлапань

## Склад ради
Рада складається з 16 депутатів та голови.

### Керівний склад ради
| ПІБ                    | Основні відомості                                                 | Дата обрання | Дата звільнення |
| ---------------------- | ----------------------------------------------------------------- | ------------ | --------------- |
| Філюк Петро Васильович | Сільський голова, 1955 року народження, освіта, безпартійний      | 26.03.2006   | 31.10.2010      |
| Філюк Петро Васильович | Сільський голова, 1955 року народження, освіта вища, безпартійний | 31.10.2010   |                 |

Примітка: таблиця складена за даними джерела

## Населення
Згідно з переписом УРСР 1989 року чисельність наявного населення сільської ради становила 1180 осіб, з яких 535 чоловіків та 645 жінок.
За переписом населення України 2001 року в селі мешкали 1063 особи.

### Мова
Розподіл населення за рідною мовою за даними перепису 2001 року:
| Мова       | Відсоток |
| ---------- | -------- |
| українська | 99,81 %  |
| російська  | 0,19 %   |